# 4-Hydroxycoumarine

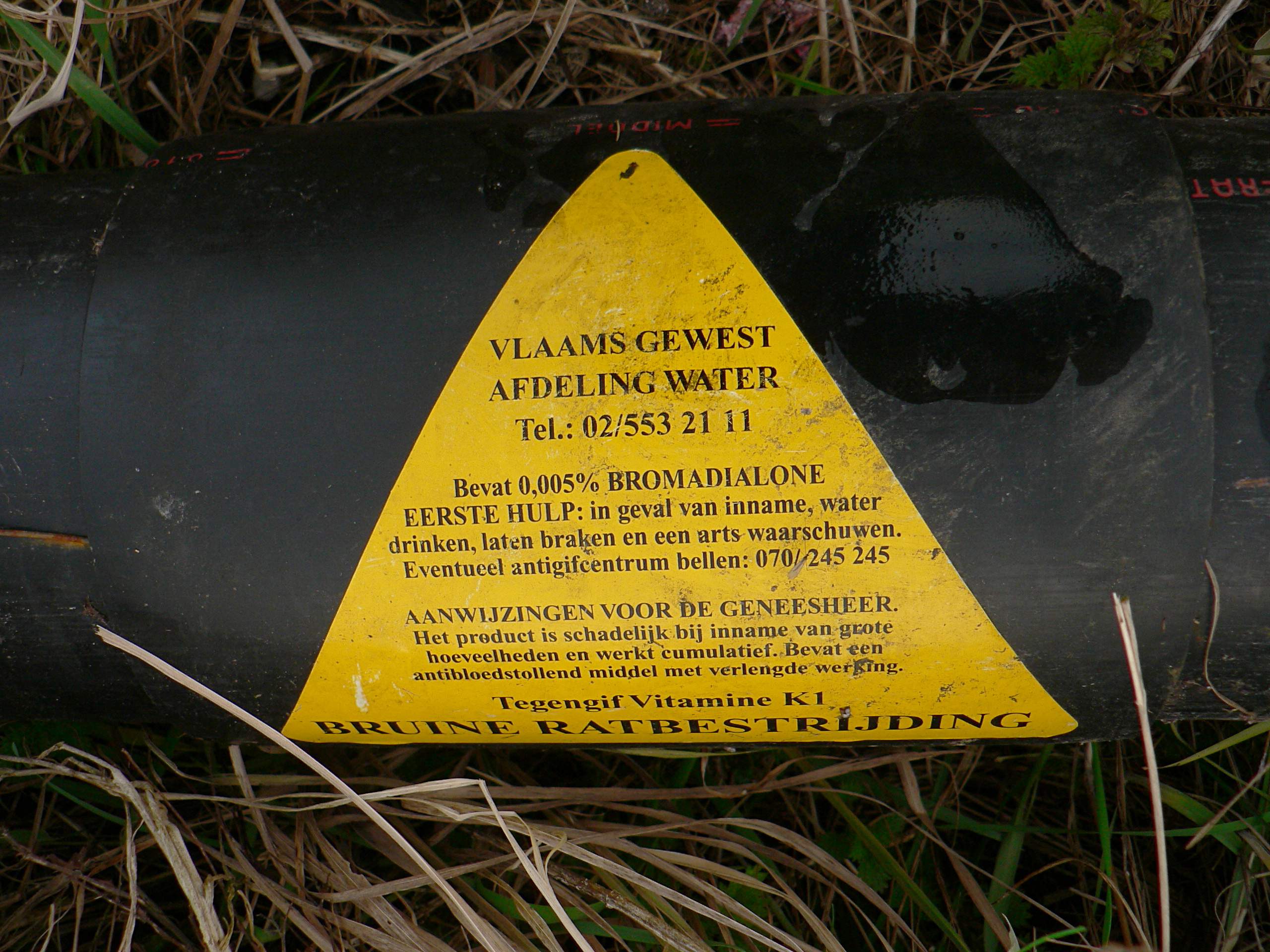
Étiquette d'avertissement sur un tube de mort-aux-rats posé sur une digue de la rivière Scheldt à Steendorp en Belgique. Ce tube contenait de la bromadiolone, un anticoagulant de seconde génération. L'étiquette mentionne, en hollandais, « contient un anticoagulant à action prolongée. Antidote : Vitamine K ».

Les 4-Hydroxycoumarines sont une classe d'antagonistes de la vitamine K (AVK). 

## Description

Coumarine. Cette molécule n'a pas d'effet sur la coagulation.

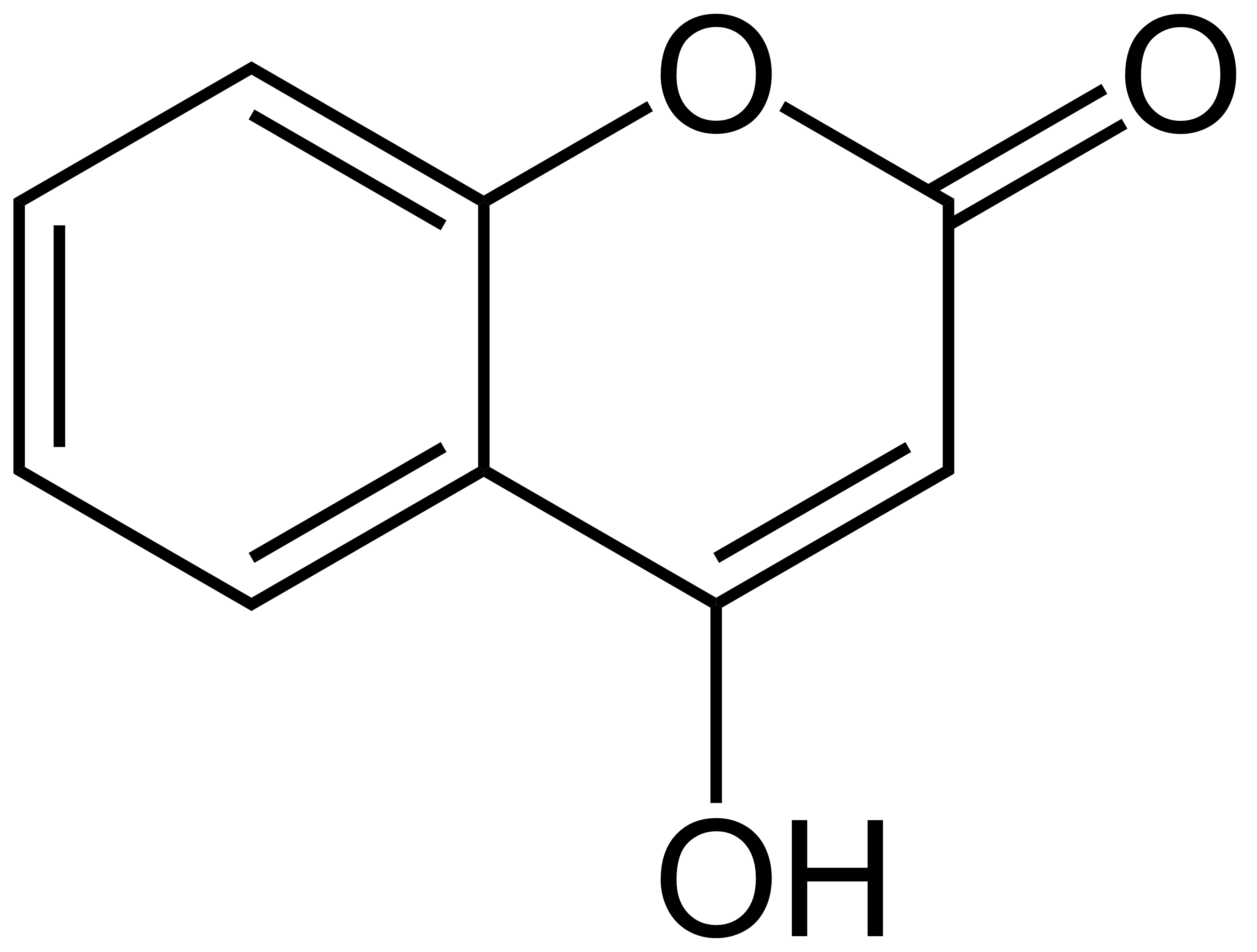
4-Hydroxycoumarine. Cette molécule n'a pas d'effet sur la coagulation, mais est un cancérogène connu de la fumée de cigarette et des gaz d'échappement diesel. Il s'agit probablement d'un produit de combustion de la coumarine.

Dicoumarol. Cette molécule est le premier anticoagulant découvert dans la famille des 4-hydroxycoumarines.

Structure de la warfarine, l'un des anticoagulants les plus utilisés en médecine.

Structure de la phenprocoumone, un autre anticoagulant de cette classe.

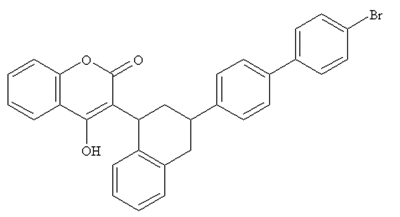
Brodifacoum. Le grand substituant aromatique en 3 permet à cette molécule de rester dans les tissus adipeux pendant une très longue durée. En raison de sa toxicité, elle est employée comme rodenticide.

Elles sont dérivées de la coumarine, à laquelle on a ajouté un groupe hydroxyle en position 4 pour obtenir une « 4-hydroxycoumarine » (ou « 4-hydroxychromen-2-one », mais renommée officiellement 2-hydroxychromen-4-one), ainsi qu'un substituant aromatique de grande taille en position 3 (le carbone du cycle entre l'hydroxyle et le carbonyle). Le grand substituant en 3 est nécessaire pour une activité anticoagulante.
Bien qu'en elle-même la 4-hydroxycoumarine ne soit pas un anticoagulant, c'est un métabolite fongique important du précurseur coumarine (qui n'est pas non plus un anticoagulant), et son mode de production est une piste pour celle du dicoumarol, un anticoagulant naturel. Cette synthèse se produit en présence naturelle d'acétaldéhyde, qui permet la fixation en 3 d'une autre molécule de 4-hydroxycoumarine, le formaldéhyde constituant un lien entre les deux. Cela constitue le motif caractéristique de la classe médicamenteuse.
Le dicoumarol se retrouve dans le mélilot moisi (après ensilage). C'est un produit de fermentation et une mycotoxine. Après son identification en 1940, le dicoumarol est devenu le chef de file historique de cette classe médicamenteuse.
Les molécules de synthèse dans la classe des 4-hydroxycoumarines sont toutes employées comme anticoagulants, même si elles possèdent parfois différents effets additionnels. Toutes ces molécules agissent sur le métabolisme de la vitamine K dans l'organisme, en inhibant l'enzyme vitamine K époxyde réductase qui permet à la vitamine K de retrouver sa forme active.
Ce sont les antagonistes de la vitamine K les plus souvent employés, mais il existe d'autres molécules dans cette classe qui ne portent pas la structure 4-hydroxycoumarine. Les AVK diminuent tous la quantité disponible de vitamine K, ce qui inhibe par conséquent l'action de toutes les enzymes dépendant de la vitamine-K. Ces enzymes jouent un rôle critique dans la production de certains facteurs de coagulation (II, VII, IX et X), ainsi que d'autres processus métaboliques en lien avec la fixation des ions calcium.
La plus simple des molécules de synthèse dans la classe des 4-hydroxycoumarines est la warfarine, où le substituant aromatique en 3 est un simple phényle.
Les anticoagulants de seconde génération, ou « super-warfarines », ont été développés comme rodenticide contre les rongeurs résistants à la warfarine. Ces molécules, par exemple le brodifacoum ont de plus grands dérivés aromatiques lipophiles en 3, ce qui augmente fortement leur demi-vie dans l'organisme (jusqu'à plusieurs mois). Les produits anti-rongeurs sont parfois nommés à tort « coumadines » plutôt que 4-hydroxycoumarines, Coumadine étant le nom commercial de la warfarine. On rencontre également l'expression « coumarines » en raison de leur origine chimique, ce qui peut être trompeur étant donné que la coumarine n'a pas d'effet sur la coagulation (elle est utilisée en parfumerie).
Exemples de 4-hydroxycoumarines employées en pharmacie : 
- l'acénocoumarol
- le dicoumarol
- le biscoumacétate d'éthyle (en)
- la phénprocoumone
- la warfarine.

Des composés de cette classe ont aussi été utilisés comme pesticides, en particulier des rodenticides. Ils agissent en provoquant des hémorragies chez l'animal, ce qui le pousse à chercher de l'eau pour se réhydrater. Ils sortent ainsi des habitations avant de mourir à l'extérieur.
Les substances de seconde génération ne sont utilisées qu'en tant que poisons, leur durée d'action étant trop longue pour permettre un usage comme médicament.
Cette génération inclut :
- le coumatétralyle
- le difénacoum (en)
- le flocoumafen (en)
- la bromadiolone
- le tioclomarol
- le brodifacoum ("d-Con" etc.)